# Ivan Noble
Ivan Noble (Leeds, juni 1967 – Londen, 1 februari 2005) was een Brits journalist voor de BBC. Hij stierf op 37-jarige leeftijd aan een hersentumor.
Het bijzondere was dat Ivan Noble vanaf het moment dat bij hem deze ziekte werd geconstateerd (augustus 2002), hierover regelmatig op de website van de BBC berichtte. Zo was er een periode waarin het hem goed ging, de tumor niet meer groeide en zelfs kleiner werd.
Kort voor zijn overlijden liet hij weten dat hij zijn laatste bijdrage over zijn ziekte had geschreven en een paar dagen later overleed hij.
Veel mensen hebben zijn bijdragen over zijn ziekte gevolgd en waardeerden de openhartige wijze waarop hij het verloop van zijn ziekte uit de doeken deed.